# 막돼먹은 영애씨 13
《막돼먹은 영애씨 13》은 tvN에서 2014년 3월 27일부터 2014년 7월 10일까지 방영했으며, 《막돼먹은 영애씨》 시리즈 중 열세 번째 드라마다.

## 소개
노처녀 캐릭터를 중심으로 대한민국 직장인의 현실을 담아낸 드라마

## 등장 인물

### 영애씨 사무실
- 김현숙 : 이영애 역 - 낙원종합인쇄사 디자이너
- 이승준 : 이승준 역 - 낙원종합인쇄사 사장
- 라미란 : 라미란 역 - 낙원종합인쇄사 디자인 과장
- 윤서현 : 윤서현 역 - 낙원종합인쇄사 영업과장
- 한기웅 : 한기웅 역 - 낙원종합인쇄사 디자이너
- 김선아 : 김선아 역 - 낙원종합인쇄사 경리
- 스잘김 : 스잘 역 - 낙원종합인쇄사 인쇄기사
- 정지순 : 정지순 역 - 낙원종합인쇄사 영업사원

### 영애씨 가족
- 송민형 : 이귀현 역 - 아버지
- 김정하 : 김정아 역 - 어머니
- 정다혜 : 이영채 역 - 동생
- 고세원 : 김혁규 역 - 영채의 남편
- 오승윤 : 이영민 역 - 동생
- 문규박 : 규박 역 - 영민의 선배

### 그 외
- 허재원 : 지오 역 - 라미란의 장남, 동생 현오를 잘 챙기는 의젓한 아이
- 이우주 : 현오 역 - 라미란의 둘째아들, 아직은 철없는 개구쟁이

### 특별출연
- 강예빈 : 강예빈 역 (1화)
- 최대철 : 최대철 역 - 연예인[1] (1화)
- 김경진 : 거지 역 (2화)
- 정준하 : 정준하 역 - 영애의 진상 맞선남 (9화)
- 강유미 : 영애네 윗집 진상 여자 역 (13화, 14화)
- 김영희 : 김영희 역 - 맞선녀 (16화)

## 시청률
최저 시청률과 최고 시청률은 시청률 조사회사와 지역별로 시청률에 차이가 있을 수 있습니다.
| 2014년 | 2014년   | 2014년                | 2014년     | 2014년 |
| 회차   | 방송일   | 부제                  | AGB 시청률 |        |
| ------ | -------- | --------------------- | ---------- | ------ |
| 제1회  | 3월 27일 | 노처녀라 죄송합니다   | 1.556%     |        |
| 제2회  | 4월 3일  | 욕보다 위로           | 1.382%     |        |
| 제3회  | 4월 10일 | 봄, 봄, 봄            | 1.377%     |        |
| 제4회  | 4월 17일 | 진상의 귀환           | 1.627%     |        |
| 제5회  | 4월 24일 | 누나에게도 봄이 올지? | 1.881%     |        |
| 제6회  | 5월 1일  | 매진임박 이영애       | 2.401%     |        |
| 제7회  | 5월 8일  | 썸타고 속타고         | 2.191%     |        |
| 제8회  | 5월 15일 | 사랑의 전과자         | 2.022%     |        |
| 제9회  | 5월 22일 | 낙원사에 정주나       | 2.154%     |        |
| 제10회 | 5월 29일 | 과장된 고백           | 2.405%     |        |
| 제11회 | 6월 5일  | 기억의 조작           | 2.253%     |        |
| 제12회 | 6월 12일 | 헉(hug)               | 2.111%     |        |
| 제13회 | 6월 19일 | 심쿵한 생일           | 2.047%     |        |
| 제14회 | 6월 26일 | 빅토리 한기웅!        | 1.540%     |        |
| 제15회 | 7월 3일  | 질투, 자삭요망        | 2.132%     |        |
| 제16회 | 7월 10일 | 영애 씨는 안녕합니다  | 2.135%     |        |